# Otto Flebbe

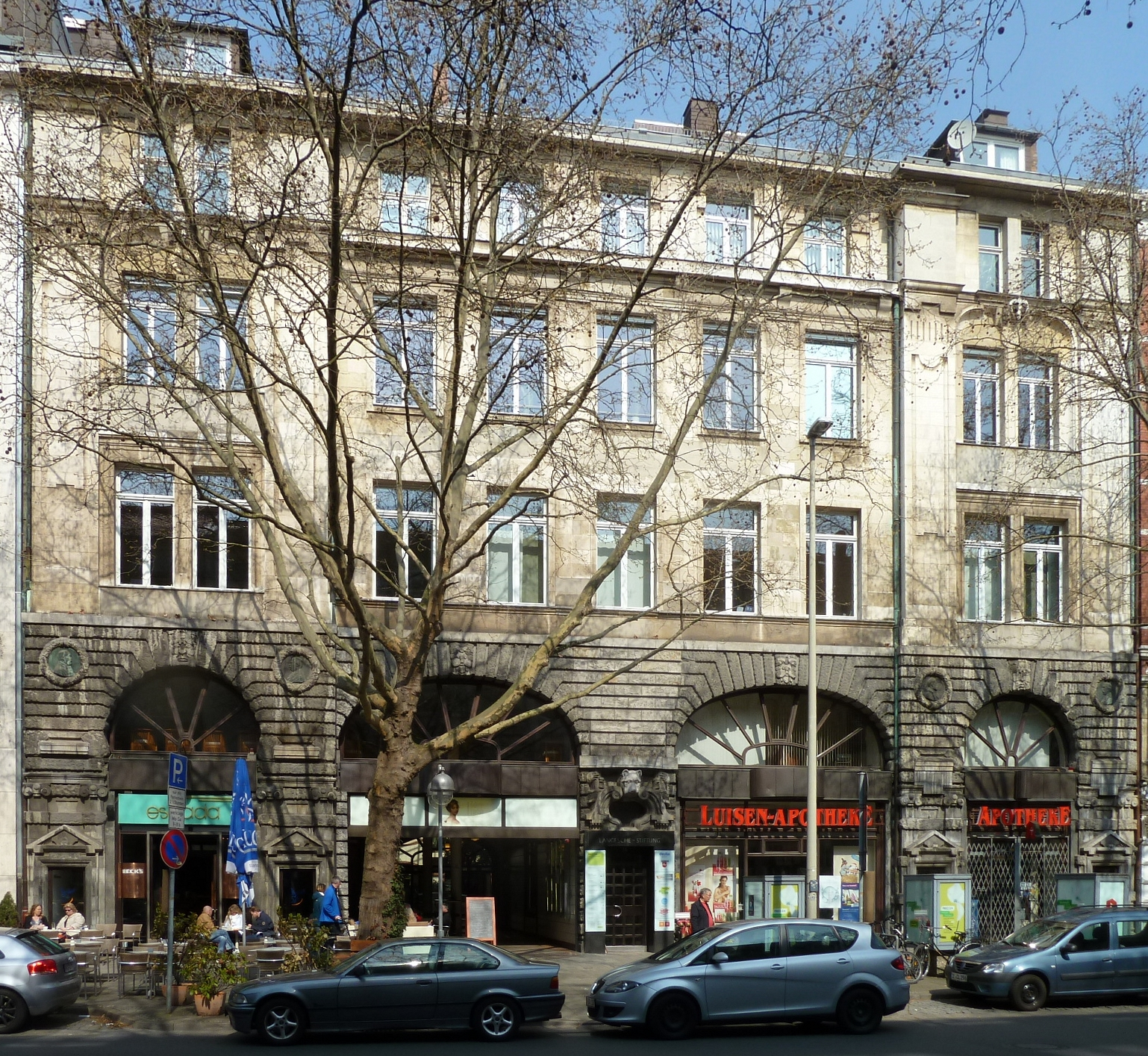
Das denkmalgeschützte Gebäude Theaterstraße 14 in Hannover, 1900 bis 1915 Sitz der Kunstanstalt von Otto Flebbe

Otto Flebbe, Graphische Kunst-Anstalt war der Name eines im 19. Jahrhundert gegründeten künstlerisch ausgerichteten Unternehmen zur Herstellung von Klischees für gewerblich genutzte Holzschnitte, Radierungen, Grafiken und Fotografien.

## Geschichte

### Vorläufer
Bereits während der Frühzeit der Industrialisierung produzierten verschiedene Lithographen in der Residenzstadt des Königreichs Hannover Vervielfältigungen eigener Bilder, 1839 beispielsweise Julius Giere, Hornemann, Niebour und Schwab sowie „[...] Flebbe“. Bei „F. L. Flebbe“ waren auch Briefbögen mit idealisierten Ansichten von Hannover in Form von Federlithographien mit der Künstlersignatur E. O. erhältlich.

### Otto Flebbe, Graphische Kunst-Anstalt

„Das alte Lindener Armenhaus, im Volksmunde ‚Hühnerloch‘ genannt“;
punktgerasterte Fotografie, in: Hanomag-Wegweiser. Werkzeitung für Angehörige der Hanomag, 1923

Geboren noch zur Zeit des Königreichs Hannover, eröffnete der Unternehmer Otto Flebbe (* im 19. Jahrhundert; † im 20. Jahrhundert) in der Gründerzeit des Deutschen Kaiserreichs im Jahr 1887 seine inhabergeführte Firma Otto Flebbe, Graphische Kunst-Anstalt. Von Anfang an wurden sowohl technische als auch belletristische Holzstiche für Verlage und Industriebetriebe hergestellt. Die Druckstöcke wurden an Auftraggeber in Russland, Belgien, den Niederlanden, nach Frankreich, Spanien und Großbritannien geliefert. Bereits im Gründungsjahr zählten Zeitschriften-Verlage mit Sitz in London zu den Abnehmern, vor allem für technische Blätter wie beispielsweise Shipping World, The Engineer oder The Industries.
Aus dem Jahr 1899 hat sich eine Fotoxylografie mit der Signatur „O. Flebbe“ erhalten, die – für die Straßenbahn Hannover (heute: Üstra) – eine Ansicht des Heizkessel-Raums der Hannoverschen Maschinen-Bau Aktiengesellschaft Hanomag zeigte. Das Bild wurde sowohl als fotoxylographierter Holzstich veröffentlicht als auch als unretuschierte Fotografie in einem Katalog über Dampfkesselanlage im Rahmen einer Fotodokumentation zur Herstellung und Einsatz solcher Einrichtungen.
Private Daten zum Unternehmer waren 1904 der Zeitschrift Militär-Wochenblatt zu entnehmen, in der sich ein künftiger Bräutigam beehrte, seine Verlobung mit „[...] Fräulein Margarete Flebbe, [der] einzigen Tochter des Herrn Otto Flebbe und seiner Frau Gemahlin, [Marie,] geb. Fischer“ anzuzeigen.
Standort des Flebbeschen Unternehmens war die Theaterstraße 14, das – heute denkmalgeschützte – Gebäude, das der Architekt Albrecht Haupt im Jahr 1900 für die Langeschen Stiftung mit ursprünglich reichem Jugendstil-Dekor neu errichtete.
Um die Jahrhundertwende musste sich Otto Flebbe zugleich den raschen Veränderungen auf allen Gebieten der Kunst, der Malerei, der Reklame und der Drucktechnik anpassen und sich auf neue Verfahren umstellen. So wurde die bisher hauptsächlich manuelle künstlerische Gestaltung von Druckstöcken mehr und mehr durch „[...] photochemigraphische Verfahren“ ersetzt. Im ersten Viertel des 20. Jahrhunderts bildete die nun angegliederte Ätzerei das Haupt-Standbein der Graphischen Kunstanstalt. Strichätzung, Raster- und Kornätzung sowie zwei-, drei- und Vierfarben-Autotypien zählten zum aufgefächerten Produkt-Portfolio, während die angestellten Künstler und Facharbeiter in einer eigenen Abteilung weiterhin Zeichnungen und Retuschen in überlieferter Weise herstellten.
Als 1913 im Rahmen der Einweihung des Neuen Rathauses die Hannoversche Sport-, Renn- und Festwoche vom 14. bis zum 22. Juni des Jahres in Hannover veranstaltet wurde, entstand beispielsweise beim internationalen Schwimmturnier eine mit der Künstlersignatur „O. Flebbe Hannover“ versehene Fotografie von drei Schwimmerinnen, darunter Hermine Stindt und Grete Rosenberg. Die Aufnahme diente dann wiederum als umzuwandelnde Druckvorlage für die Illustrirrte Rundschau, Nummer 39 des Jahres.
Mitten im Ersten Weltkrieg gab Otto Flebbe als Liquidator in einer Ausgabe der Papier-Zeitung aus dem Jahr 1915 die Auflösung der seinerzeit als GmbH unter der Adresse Theaterstraße 14a geführten Graphischen Kunstanstalt bekannt.

## Archivalien
Archivalien von und über das Unternehmen und/oder die Familie um Otto Flebbe finden sich beispielsweise
- im „Aktenbestand Deutscher Evangelischer Frauenbund“ aus dem Zeitraum um 1937 in der Stiftung Archiv der deutschen Frauenbewegung, Archiv-Signatur NL-K-16; N-6: Beschreibung (Auszug):
  - „[...] Stempelblock aus Holz, Otto Flebbe Hannover, mit aufgenageltem Klischee aus Metall, DEF-Adler, in der Mitte statt der Medaille kreisförmige Stelle frei, 8,2 cm x 5,5 cm x 2,1 cm [...]“[10]